# Erwin Hoffer
Erwin „Jimmy“ Hoffer (* 14. April 1987 in Baden) ist ein österreichischer ehemaliger Fußballspieler auf der Position eines Stürmers. Seinen Kosenamen „Jimmy“ verdankt er seinem Nachwuchstrainer Karl Brauneder.

## Karriere

### Vereine
Hoffer begann seine Karriere als Profifußballer bei Admira Wacker Mödling, für die er von 2004 bis 2006 in der Kampfmannschaft spielte. Sein Spitzname „Jimmy“ entstand durch den Vergleich mit dem Killer Jimmy die Tulpe aus dem Film Keine halben Sachen. Trainer Brauneder zufolge habe Hoffer vor dem Tor dieselbe Eiseskälte wie die Filmfigur. Des Weiteren ist der Spitzname eine Anspielung auf den ehemaligen US-amerikanischen Gewerkschaftsführer Jimmy Hoffa.

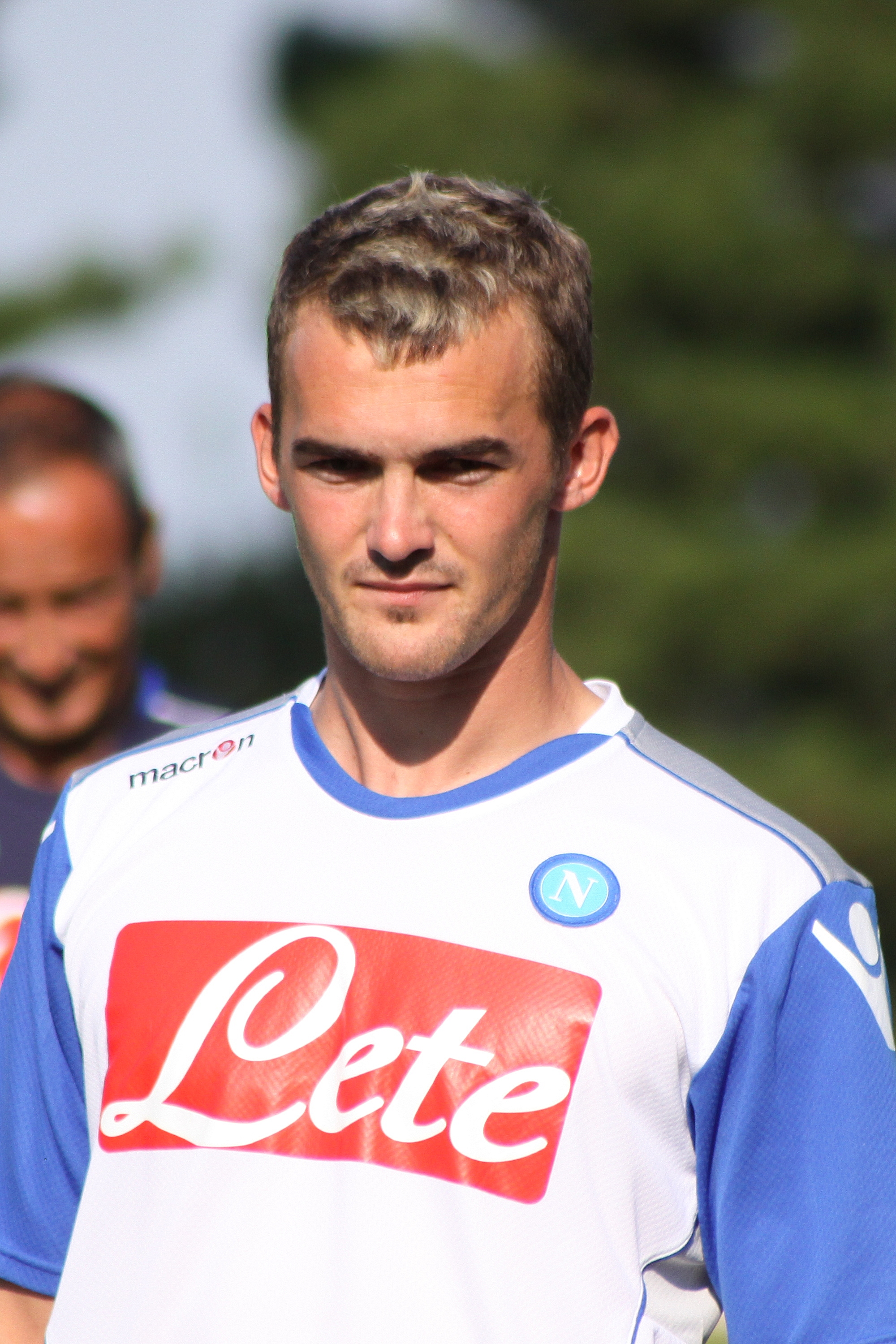
Erwin Hoffer (2009)

Der junge Stürmer machte aufgrund seines Torinstinktes und seiner Schnelligkeit vor allem im Saisonfinish 2005/06 bei der Admira mit Toren auf sich aufmerksam. Seinen ersten Einsatz in der Bundesliga verzeichnete Hoffer im Spieljahr 2004/05. Im Juni 2006 wechselte er zum österreichischen Bundesligakonkurrenten SK Rapid Wien, bei dem er den in die Türkei abgewanderten Stürmer Muhammet Akagündüz ersetzte.
2006 erreichte er, nicht zuletzt dank seiner vier erzielten Tore, mit der österreichischen U-19-Auswahl das Semifinale bei der U-19-Europameisterschaft in Polen. Die Niederlage im Halbfinalspiel gegen Spanien verpasste er allerdings auf Grund einer Gelbsperre. 2007 wurde er mit dem österreichischen Team bei der U-20-Weltmeisterschaft in Kanada Vierter. Dabei erzielte er drei Tore, was ihn zum Fünftplatzierten der Torschützenliste machte.
Daneben etablierte sich der Stürmer auch bei Rapid als Stammspieler. In der Saison 2007/08 erzielte Hoffer beim 7:0-Auswärtserfolg Rapids gegen den FC Red Bull Salzburg drei Tore. Wenige Spiele später wurde er noch vor Ende der Saison erstmals in seiner Karriere österreichischer Meister. In der darauffolgenden Saison erzielte er beim 7:2-Erfolg gegen den Bundesligisten SCR Altach in einer Halbzeit vier Tore.
Im Sommer 2009 wechselte Hoffer, nachdem er bereits drei Pflichtspiele für Rapid absolviert hatte, zum italienischen Serie-A-Club SSC Neapel. Über die Transfersumme wurde Stillschweigen vereinbart. Hoffer traf im ersten Pflichtspiel für den SSC Neapel in der Coppa Italia, wobei er die ganze darauffolgende Saison keinen gesicherten Startplatz in der Mannschaft hatte.
Zur Saison 2010/11 wurde Hoffer an den deutschen Bundesligaaufsteiger 1. FC Kaiserslautern ausgeliehen. Bereits in seinem ersten Pflichtspiel, einem Pokalspiel gegen den VfL Osnabrück, erzielte Hoffer in der Verlängerung zwei Tore und sicherte so Kaiserslautern das Weiterkommen in die 2. Runde des DFB-Pokals. Am 18. September 2010 erzielte er am 4. Spieltag beim 2:2 gegen die TSG Hoffenheim seine ersten beiden Treffer in der deutschen Bundesliga.
Zur Saison 2011/12 wechselte Hoffer zur in die 2. Liga abgestiegenen Eintracht Frankfurt als Leihe mit Kaufoption bei Aufstieg. Trotz des Aufstieges wurde Hoffer nicht fest verpflichtet und kehrte nach der Spielzeit zunächst nach Neapel zurück. Am 4. August 2012 wurde die Leihe für die Saison 2012/13 verlängert.
Zur Rückrunde der Saison 2012/13 wechselte Hoffer auf Leihbasis zum 1. FC Kaiserslautern. Sein erstes Spiel nach seiner Rückkehr nach Kaiserslautern war der 1:0-Auswärtssieg am 4. Februar 2013 gegen den TSV 1860 München, als er in der 63. Minute für Mimoun Azaouagh eingewechselt wurde. Sein erstes Tor nach seiner Rückkehr erzielte er am 8. Februar 2013 beim 3:0-Heimsieg gegen Dynamo Dresden mit dem Treffer zum Endstand.
Am 21. August 2013 wechselte Hoffer zurück in die 2. Bundesliga zu Fortuna Düsseldorf, bei der er einen Zweijahresvertrag bis zum 30. Juni 2015 unterschrieb. Im Juni 2015 verpflichtete ihn der Karlsruher SC mit einem Zweijahresvertrag. Sein erstes Tor für Karlsruhe erzielte er beim 2:1-Auswärtssieg gegen den FSV Frankfurt am 14. August 2015, dem 3. Spieltag der Saison 2015/16. Nach insgesamt 50 Ligaeinsätzen und 6 Toren für den KSC stieg Hoffer mit dem Verein am Ende der Saison 2016/17 in die 3. Liga ab. Sein auslaufender Vertrag wurde nicht verlängert, womit er vereinslos wurde. Daraufhin wechselte er im September 2017 nach Belgien zum Zweitligisten KFCO Beerschot Wilrijk, bei dem er bis zum Auslaufen seines Vertrags im Juni 2019 spielte.
Im August 2019 kehrte er zu Admira Wacker Mödling zurück. In zwei Spielzeiten bei der Admira kam er zu 45 weiteren Bundesligaeinsätzen, in denen er drei Tore erzielte. Nach der Saison 2020/21 verließ er den Verein. Aktuell ist Erwin Hoffer vereinslos.

### Nationalmannschaft
Hoffer gab sein A-Länderspieldebüt in der österreichischen Nationalmannschaft beim 0:0 gegen Paraguay am 2. Juni 2007 im Gerhard-Hanappi-Stadion und gehörte daraufhin zum österreichischen Kader bei der Europameisterschaft 2008 im eigenen Land. Dort spielte er im letzten Gruppenspiel gegen Deutschland, setzte viele Akzente. Er spielte während des gesamten Spiels, das Österreich letztlich mit 0:1 verlor. Viele Tageszeitungen waren sich einig, dass er trotz der Niederlage einer der Aktivposten der österreichischen Mannschaft war.
Im ersten Spiel unter Didi Constantini war er mit zwei Treffern der Matchwinner beim 2:1 gegen Rumänien in der WM-Qualifikation. Damit markierte er seine ersten Tore für die A-Mannschaft des österreichischen Nationalteams.

## Privates
Erwin Hoffer hat acht Geschwister. Seine Schwester Elvira war lange Zeit für den SKV Altenmarkt tätig und absolvierte dort zahlreiche Spiele in der ÖFB Frauen-Bundesliga.

## Erfolge
- 1 × Österreichischer Meister: 2008
- 1 × Teilnahme an der U17-Europameisterschaft: 2004 (3. Platz)
- 1 × Teilnahme an der U19-Europameisterschaft: 2006 (3. Platz)
- 1 × Teilnahme an der U20-Weltmeisterschaft: 2007 (4. Platz)
- 1 × Teilnahme an der Europameisterschaft: 2008 (Vorrunde)